# تنوع‌زیستی کشاورزی

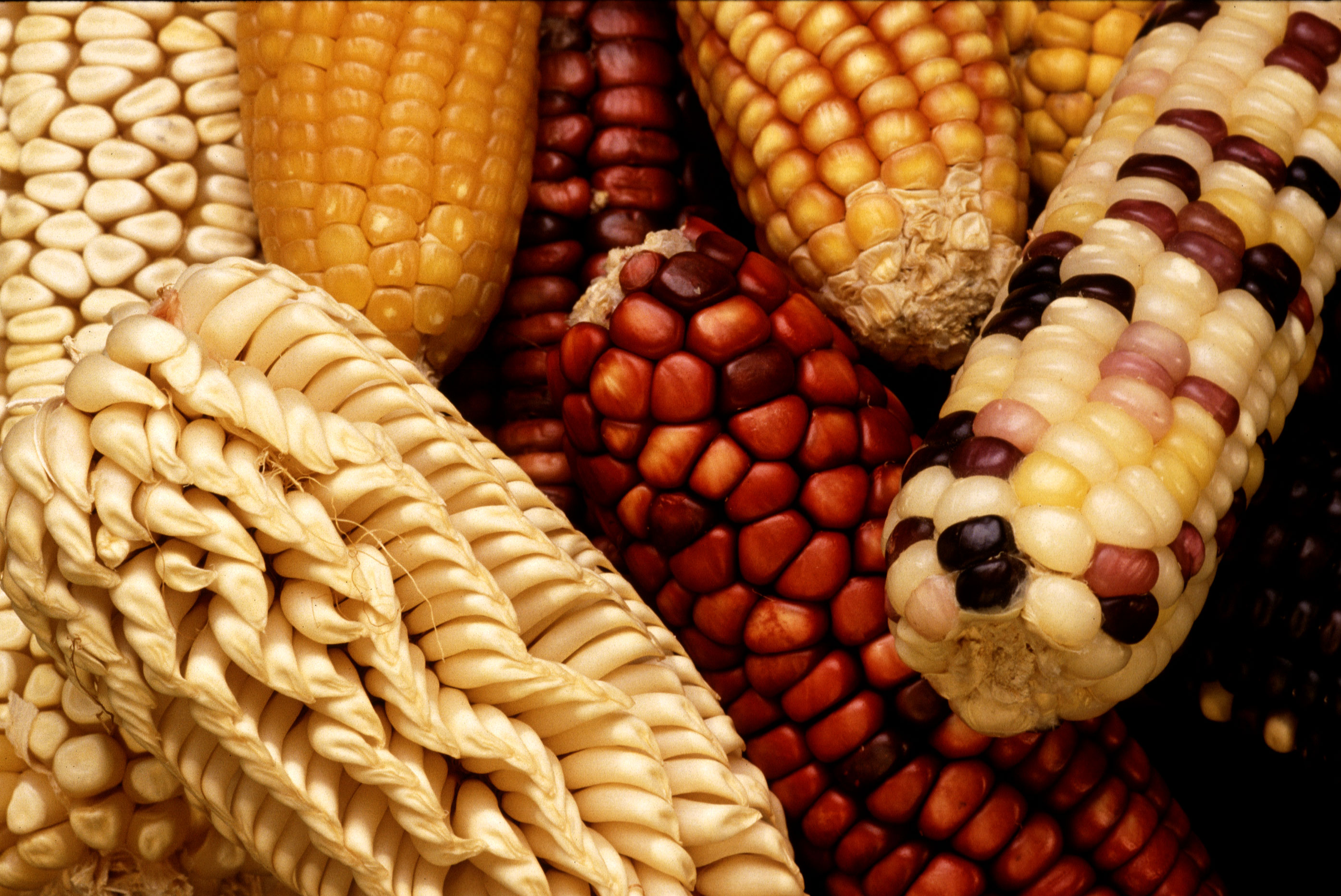
نژادهای غیرمعمول ذرت برای افزایش تنوع جهت اصلاح‌نژاد انتخابی ایجاد می‌شوند.

 تنوع‌ زیستی کشاورزی زیرمجموعه‌ای از تنوع زیستی است. کنوانسیون تنوع زیستی (CBD) آن را به شکل زیر تعریف می‌کند:
تنوع‌ زیستی کشاورزی یک اصطلاح گسترده است که تمام اجزای تنوع زیستی مربوط به مواد غذایی و کشاورزی و همه اجزای تنوع زیستی که تشکیل بوم‌سازگان‌های کشاورزی (اکوسیستم‌های کشاورزی) را می‌دهند، شامل می‌شود: گونه‌ها و تنوع جانوران، گیاهان و ریزاندامگان در سطح ژنتیک، گونه و اکوسیستم که لازم است عملکرد اکوسیستم‌های کشاورزی، ساختار و فرایندهای آن حفظ گردد. تنوع زیستی کشاورزی توسط کشاورزان، دامداران، ماهیگیران و ساکنان جنگل مدیریت می‌شود؛ همچنین باعث ثبات، سازگاری و انعطاف پذیری شده و عنصر کلیدی استراتژ‌های معیشتی جوامع روستایی در سراسر جهان را تشکیل می‌دهد. در سیستم‌های غذایی پایدار و رژیم‌های غذایی پایدار تنوع زیستی کشاورزی نقش اساسی ایفا میکند. برای سازگاری با آب و هوا و کاهش آن بسیار مهم است و می‌تواند به امنیت غذایی، امنیت تغذیه و امنیت معیشتی کمک کند.